# Jungle Park
Jungle Park – zoologiczno-botaniczny park, położony na południu Teneryfy (Wyspy Kanaryjskie, Hiszpania). Na obszarze 75.000 m² porośniętych dżunglą znajduje się ponad 500 zwierząt, które można obserwować przechadzając się wiszącymi mostami, ścieżkami i tunelami. Cały teren pokryty jest wieloma jaskiniami, lagunami oraz jaskiniami. 

## Zwierzęta
- lwy (para białych lwów z Afryki Południowej), tygrysy, lamparty, pumy, orangutany, gibony, szympansy, lemury, małpy Titis, małpiatki, krokodyle, aligatory, węże, pingwiny, hipopotamy, szopy, surykatki, orły, sępy, kondory, bociany i wiele innych.

## Spektakle
- Ptaki drapieżne, ptaki egzotyczne, lwy morskie

## Ogrody botaniczne
- Ogród kaktusów, dżungla, kilka tysięcy drzew z całego świata

## Inne atrakcje
- Jungle Ride – linowy tor przeszkód
- Tor bobslejowy – zjazd w metalowej rynnie